# Werner Kohlschmidt
Werner Kohlschmidt (* 24. April 1904 in Magdeburg; † 27. April 1983 in Muri bei Bern) war ein deutscher Germanist, zuletzt Ordinarius für neuere deutsche Sprache und Literatur in Bern.

## Leben
Kohlschmidt stammt väterlicherseits aus einer Thüringer Theologenfamilie. Er ist der Sohn des späteren Superintendenten in Calbe Oskar Friedrich Kohlschmidt. Die Mutter Else geb. Nippold war Tochter des Kirchenhistorikers Friedrich Nippold und Schwester des Völkerrechtlers Otfried Nippold.
Verheiratet war Werner Kohlschmidt mit Hildburg geb. Geist (* 24. Juli 1900, † 4. Dezember 1981). Das Paar hatte zwei Adoptivsöhne.
Nach dem Abitur 1923 studierte Kohlschmidt Germanistik, Theologie und Kunstgeschichte in Marburg, Berlin und Göttingen. Er promovierte 1929 in Göttingen über Herders kritischen Stil und dessen literarische Grundeinsichten. Von 1931 bis 1938 war Kohlschmidt als Lehrer im hannoverschen Schuldienst tätig. Zum 1. Mai 1937 trat er der NSDAP bei (Mitgliedsnummer 4.064.295). Die Universitätslaufbahn begann er mit einer Habilitation 1938 zum Thema „Selbstgefühl und Todesschicksal im Liede des deutschen Soldaten. Untersuchungen zur Geschichte des deutschen Soldatenliedes und zur Bestimmung des sentimentalen Volksliedes“.
Kohlschmidt war von 1939 bis 1940 Dozent an der Universität Göttingen, von 1941 bis 1944 beamteter Dozent an der Universität Freiburg im Breisgau, von 1944 bis 1953 Ordinarius in Kiel und von 1953 bis 1971 Ordinarius in Bern, Schweiz. Die Emeritierung erfolgte 1971, eine Gastprofessur nahm er 1972 an der Universität Aarhus, Dänemark, wahr. 
Während des Zweiten Weltkriegs wurde er mehrfach zum Militär einberufen.  
Werner Kohlschmidt hatte ein besonderes Verhältnis zur Schweiz, da er sie als Kind mit seinen Eltern fast jährlich besuchte. Am 19. Februar 1942 beantragte er die Ausreise in die Schweiz, um über Schweizer Literaten zu forschen. Diese Reise wurde nicht genehmigt und sein Pass eingezogen.
Als Pastorensohn blieb Kohlschmidt zeit seines Lebens der (protestantischen) Kirche verbunden. Neben der Mitwirkung in der Bekennenden Kirche Hannover seit 1934 arbeitete er nach einer Anfrage von Anna Paulsen von 1946 ebenfalls in der Bekennenden Kirche Nordelbien mit. 1947 wurde er als Vorstand der Schulkommission in den Bruderrat berufen.
Kohlschmidts Nachlass befindet sich in der Burgerbibliothek Bern.

## Schriften (Auswahl)
- Rainer Maria Rilke. Lübeck 1948
- Rilke Interpretationen. Lahr 1948
- Die entzweite Welt. Gladbeck 1953
- Form und Innerlichkeit. Beiträge zur Geschichte und Wirkung der deutschen Klassik und Romantik, Bern 1953 (Sammlung Dalp)
- Dichter, Tradition und Zeitgeist. Gesammelte Studien zur Literaturgeschichte. Bern und München 1965.
- Sturm und Drang / Die Klassik / Die Romantik. In: Bruno Boesch (Hrsg.): Deutsche Literaturgeschichte in Grundzügen. Die Epochen deutscher Dichtung. 3. Auflage. Bern und München 1967.
- Geschichte der deutschen Literatur vom Barock bis zur Klassik, Stuttgart 1965 (Übersetzung des 2. Teils ins Englische). London und New York 1971.
- Geschichte der deutschen Literatur von der Romantik bis zu Goethes Tod. Stuttgart 1974.
- Geschichte der deutschen Literatur vom Jungen Deutschland bis zum Naturalismus. Stuttgart 1975.
- Konturen und Übergänge. Zwölf Essays zur Literatur unseres Jahrhunderts. Bern und München 1977.

Als Herausgeber
- Das deutsche Soldatenlied nach seinen Hauptmotiven und ihrer Entwicklung (Auswahl), Berlin 1935
- Spätzeiten und Spätzeitlichkeit. Vorträge, gehalten auf dem II. Internationalen Germanistenkongreß 1960 in Kopenhagen, Bern 1962
- Gemeinsam mit Wolfgang Mohr: Reallexikon der deutschen Literaturgeschichte. 2. Auflage. Band 1–3. Berlin 1955–1976.
- Gemeinsam mit Hermann Meyer: Tradition und Ursprünglichkeit. Akten des III. Internationalen Germanistenkongresses 1965 in Amsterdam.
- Gemeinsam mit Paul Zinsli: Philologia Deutsch. Festschrift zum 70. Geburtstag von Walter Henzen. Bern 1965.
- Gemeinsam mit Hildburg Kohlschmidt: Novalis, Gesammelte Werke (Einleitung und Herausgabe). Gütersloh 1967.
- Gemeinsam mit Hildburg Kohlschmidt: Theodor Storm – Eduard Mörike. Theodor Storm – Margarete Mörike. Briefwechsel. Kritische Ausgabe in Verbindung mit der Theodor-Storm-Gesellschaft. Berlin 1978.

## Schüler
- Teilnehmer am II. Weltkrieg in Kiel (Auswahl): Dietrich Jöns, Werner Klose, Herbert Lehnert.
- Schüler in Bern (Auswahl): Rätus Luck, Hans Jürg Lüthi, Alfred Reber, Hellmut Thomke.